# کشف‌نشده (فیلم ۱۹۹۴)
کشف‌نشده (به انگلیسی: Uncovered) فیلمی محصول سال ۱۹۹۴ و به کارگردانی جیم مک‌براید است. در این فیلم بازیگرانی همچون کیت بکینسیل، جان وود، شینید کیوسک، پودج بهان، آرت ملک، هلن مک‌کروری، مایکل گاف، پیتر وینگفیلد و جیمز ویلرز ایفای نقش کرده‌اند.